# 66-та окрема механізована бригада (Україна)
66-та окрема механізована бригада імені князя Мстислава Хороброго (66 ОМБр)  — механізоване з'єднання Сухопутних військ Збройних сил України чисельністю в бригаду.
Створена після початку російсько-української війни 2014 року як кадрована військова частина Корпусу резерву. Після російського вторгнення 2022 року відмобілізована. Воює на Донеччині.
Бригада носить ім'я Мстислава Хороброго — руського князя із династії Рюриковичів.

## Історія
У 2015—2017 роках була створена 66-та окрема механізована бригада як кадрована військова частина Корпусу резерву.

### Російське вторгнення 2022 року
Після початку повномасштабної російської агресії проти України у лютому 2022 року, бригада була відмобілізована та передана до бойового складу Сухопутних військ.
У липні 2022 року бригада брала участь у відбитті російського вторгнення на Донеччині. 12 грудня 2022 року бригада отримала бойовий прапор.
8 грудня 2023 року відзначена почесною відзнакою «За мужність та відвагу».
На січень 2025 року 402-й стрілецький батальйон бригади воював на Лиманському напрямку.

## Структура
- 1-й механізований батальйон[4]
- 2-й механізований батальйон[5]
- 3-й механізований батальйон[4]
- 69-й окремий стрілецький батальйон[4]
- 402-й стрілецький батальйон[3]
- батальйон безпілотних систем «MARA»[6]

## Командування
- 2022†: полковник Дегтярьов Олег Валерійович. Загинув в бою в м. Мар'їнка.[7][8]

## Традиції
12 грудня 2022 року командувач Сухопутних військ Збройних Сил України генерал-полковник Олександр Сирський вручив бригаді бойовий прапор.
Указом Президента України від 28 липня 2023 року № 457/2023 бригаді присвоєно почесну назву «імені князя Мстислава Хороброго», на честь князя тмутороканського та чернігівського. Повна назва «66-та окрема механізована бригада імені князя Мстислава Хороброго Сухопутних військ Збройних Сил України».
День частини відзначається 18 квітня.

### Символіка
Нарукавний знак бригади затверджено 18 листопада 2023 р. В емблемі 66 окремої механізованої бригади відтворено історичну символіку Остерської сотні — перехрещену стрілу та шаблю. Здолу розташовано зірку, яку уживали, зокрема, як династичний знак руські князі. Над нарукавним знаком розташовано стрічку з гаслом «НЕ СТІЙ НА ШЛЯХУ».

## Вшанування

### Нагороджені
Найвищими державними нагородами відзначені:
- Докторенко Андрій Миколайович — старший лейтенант, Герой України (2023).
- Сабанін Едуард Володимирович — капітан, Герой України (2024).